# All the Right Wrongs
All the Right Wrongs — дебютный мини-альбом американской певицы Эмили Осмент. Релиз мини-альбома состоялся 26 октября 2009 года под лейблом Wind-Up Records. Осмент начала работу над альбомом в середине 2008 года, во время съёмок третьего сезона сериала Disney Channel «Ханна Монтана». Осмент работала с такими песенниками и продюсерами, как Макс Коллинс, Тони Фагенсон и другие. Со слов Эмили Осмент, она отличается от большинства диснеевских певиц, тем что она чувствует, что она имеет «мужество», которое можно услышать в её альбоме.
Музыка в мини-альбоме All the Right Wrongs в основном написана в стиле поп-рок, с акцентом на бас-гитару и ударные в большинстве песен. Но иногда можно услашать и стиль инди-рок. Осмент рассказала, что большое влияние на альбом оказала Аланис Мориссетт, в особенности её пластинка Jagged Little Pill, которая послужила главным источником вдохновения при создании песни «All the Way Up», выпущенной в качестве сингла. Сам альбом получил смешанные отзывы критиков, которые с одобрением отнеслись к тому, что Осмент подписала контракт с Wind-Up Records, в отличие от большинства диснеевских артистов, работающих с Hollywood Records. Альбом не имел большого коммерческого успеха в США и не смог попасть в верхнюю половину чарта Billboard 200.
Альбомный сингл «All the Way Up» был выпущен 25 августа 2009 года. Он был встречен различными отзывами от критиков, тем не менее он оказался очень успешным в Австралии. Сингл занял позицию под № 77 в чарте Canadian Hot 100. Сингл имел успех в чарте Australian Top Hitseekers Chart, где поднялся до десятого места. Следующий сингл «You Are Only One» был выпущен на Radio Disney 27 февраля 2010 года. Ещё два сингла были изданы на Radio Disney: «Average Girl», выпущенный 12 марта 2010 года, и «What About Me», вышедший 13 марта 2010 года. Альбом в основном рекламировался посредством живых выступлений, особенно во время обширных гастролей Эмили Осмент, которые включали турне «Emily Osment’s Halloween Bash» и «Clap Your Hands».

## История создания
Осмент начала работу над альбомом в середине 2008 года, во время съемок 3 сезона сериала Disney Channel Ханна Монтана. Во время интервью за кулисами Грэмми (2008 год), Осмент рассказала, что она будет работать над новым проектом с Eve 6, предположительно для своего нового дебютного альбома. Во время интервью о своем новом альбоме, Осмент сказала:

«Песни в альбоме от четырёх людей, я написала его вместе с четырьмя людьми, и все они должны были поместиться в альбом вместе … Я как бы просто сделала своё дело. Я много слушаю Аланис Мориссетт, я как бы была вдохновлена от её песни „Jagged Little Pill“ … Там очень много от края до (альбом Эмили) … Я очень люблю слушать гитары и барабаны в песнях.»

Позже Осмент сказала, что ЕР будет выпущен Wind-up Records 27 октября 2009 года. Осмент описывает свою музыку «безусловно как поп, но с частичкой альтернативного рока». При написании своих песен она сотрудничала с Томом Хаггенсоном, Максом Коллинсом, Тони Фагенсоном, Тоби Гэдом и Мэнди Перкинс. 18 сентября 2009 Осмент написала на своей официальной странице в Twitter, все песни которые будут находиться в её мини-альбоме.
Вскоре после этого, Осмент быстро выпустила свой дебютный альбом, который позже превратился в мини-альбом. Осмент сказала, что первый сингл альбома будет выпущен за несколько месяцев до релиза альбома, и несколько месяцев спустя, Wind-Up Records объявил, что «All the Way Up» будет выпущен в качестве главного сингла из альбома 25 августа 2010 года. Премьера сингла состоялась на Radio Disney, получивший разнообразные отзывы от критиков. Осмент и её лейбл быстро поняли, что они необходимы для поддержки альбома, и Осмент начала гастролировать с группой Push Play, которые были представлены в музыкальном видео на песню «All the Way Up». Два актёра, гастролирующих вместе с Эмили, нашли эпизодическую роль для Осмент в музыкальном видео на сингл «Midnight Romeo». Осмент позже приступила к сольному четырёхдневному турне по Канаде. Позже она приступила к своему туру «Halloween Bash», проходившем в Доме Блюза. После нескольких появлений на телевидении, она приступила к своему туру «Clap Your Hands», который был несколько дней, проходившем в Доме Блюза.

## Композиция
All the Right Wrongs в основном написан в жанрах рок, альтернативы и инди-рока, при этом можно ещё услышать и тин-поп. «All the Way Up» назвали «весёлой» песней, под которую хочется танцевать. «Average Girl» был также принят критиками, как выдающийся трек в альбоме, сказав, что он демонстрирует вокальные способности Осмент. «Found Out About You» была лучше релизов P!nk, и поэтому получила высокую оценку. «I Hate the Homecoming Queen» рассказывает о лирических чувствах девочек, которые ходят в среднюю школу. Песня была названа «веселой» от нескольких критиков, хотя другие называют песню «хромой» и «незрелой». «You Are the Only One» второй сингл альбома, также выдающийся трек в альбоме, и стал лучшим треком среди её фанатов. «What About Me» закрытый трек, является самым медленным треком в альбоме.

## Критика
| Оценки критиков | Оценки критиков |
| Источник        | Оценка          |
| --------------- | --------------- |
| Allmusic        | [ 10 ]          |

All the Right Wrongs' получил смешанные отзывы музыкальных критиков. Популярный блог disneydreaming.com на Disney Channel дал альбому положительную оценку, заявив, что песни в альбоме весёлые и танцевальные. В нём также сказали, что это хорошее начало для карьеры Эмили Осмент. Однако Allmusic дал альбому менее звездную оценку, заявив, что «наигравшись с жанрами поп и кантри на своих ранних записях, Эмили Осмент приняла новый, рок-н-ролльный облик на дебютном EP All the Right Wrongs».

## Список композиций
Эмили Осмент соавтор каждой песни.
| №  | Название                      | Автор(ы)                                  | Длительность |
| -- | ----------------------------- | ----------------------------------------- | ------------ |
| 1. | «All the Way Up»              | Антонио Фагенсон, Джеймс Максвелл Коллинс | 3:10         |
| 2. | «Average Girl»                | Томас Хаггенсон                           | 3:27         |
| 3. | «Found Out About You»         | Мэттью Байр, Тим Пагнотта                 | 3:25         |
| 4. | «I Hate the Homecoming Queen» | Фагенсон, Коллинс                         | 2:48         |
| 5. | «You Are The Only One»        | Фагенсон, Коллинс                         | 2:57         |
| 6. | «What About Me»               | Байр                                      | 3:42         |

| №  | Название            | Автор(ы)          | Длительность |
| -- | ------------------- | ----------------- | ------------ |
| 7. | «One of Those Days» | Фагенсон, Коллинс | 3:29         |
| 8. | «Unaddicted»        | Фагенсон, Коллинс | 3:38         |

## Чарты
| Чарт (2009)           | Максимальная позиция |
| --------------------- | -------------------- |
| США Billboard 200     | 117                  |
| США Heatseeker Albums | 1                    |